# Alvin i vjeverice
Alvin i vjeverice (eng. Alvin and the Chipmunks) obiteljski je film iz 2007. o životu i povratku benda Alvin and the Chipmunks (u animiranom filmu istog naziva). Režirao ga je Tim Hill a producirala Bagdasarian Productions, Regency Enterprises, i 20th Century Fox.

## Radnja
"Alvin and the Chipmunks", globalni fenomen za razne naraštaje obožavatelja, postaje igrani/kompjutorski generirani filmski događaj s modernim komičarkskim senzibilitetom. Skladatelj Dave Seville pretvara raspjevane sjevernoameričke vjeverice Alvina, Simona i Theodorea u pop senzacije – dok pomahnitali trio razara Daveov dom, uništava mu karijeru i okreće njegov nekad uredan život, naglavce.

## Glavne uloge
- Jason Lee - David Seville
- David Cross - Ian Hawke
- Cameron Richardson - Claire Wilson
- Jane Lynch - Gail
- Justin Long - Alvin
- Matthew Gray Gubler - Simon
- Jesse McCartney - Theodore

## Unutarnje poveznice
- Bagdasarian Productions
- Regency Enterprises
- 20th Century Fox

## Vanjske poveznice
- Alvin i vjeverice u internetskoj bazi filmova IMDb-a (engl.)
- Alvin i vjeverice na Rotten Tomatoes (engl.)